# Skålsnäckor
Skålsnäckor (Patellidae) är en familj havslevande snäckor med skålformiga och koniska skal. De flesta arter av skålsnäckor lever i tidvattenzonen och i den vågutsatta bränningszonen på klippor och stenar vid kuster eller på hårdbottnar i havet. Skalets form skyddar djuret inuti mot vågorna och gör att det kan slutas tätt mot underlaget som skydd mot uttorkning under lågvatten och mot predatorer. Skålsnäckor livnär sig på att beta alger. Aktivt födosök sker vanligen på natten, medan snäckorna under dagen sitter stilla. De suger sig fast vid underlaget med sin fot. Ofta har skålsnäckor en speciell plats där deras skal passar precis mot underlaget som de återvänder till mellan turerna då de söker föda.